# Licinio Savelli

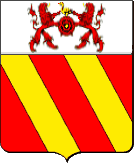
Stemma famiglia Savelli

Licinio Savelli (... – prima del 1088) è stato un cardinale italiano della Chiesa cattolica, nominato da papa Gregorio VII, nel 1075.

## Biografia
Di Licinio Savelli, alias Licinio de Sabelli, non si conosce nessun dato anagrafico all'infuori della sua appartenenza alla nobile e antica famiglia Savelli.
Fu nominato cardinale nel 1075 da papa Gregorio VII con la diaconia di San Giorgio in Velabro.
Morì in data imprecisata prima del 1088.